# Бахчисарайский мирный договор (1648)
Бахчисарайский договор 1648 года — договор между Войском Запорожским и Крымским Ханством о военно-политическом союзе, заключенный в марте 1648 года Богданом Хмельницким и крымским ханом Ислям Гераем.
Готовя вооруженное восстание против Речи Посполитой, Хмельницкий осенью 1647 года начал налаживать отношения с крымской аристократической верхушкой. Во второй половине января 1648 года он направил посольство Яська Клиши в Бахчисарай с просьбой прислать военную помощь против Речи Посполитой. Учитывая давнюю вражду с Войском Запорожским, Ислям Герай ответил отказом.
Во второй декаде февраля Хмельницкий отправил новое посольство в Бахчисарай, которое добилось заключения договора. Его условия предусматривали: установление дружеских отношений Войска Запорожского и Крымского Ханства, взаимной военной помощи, запрет татарам опустошать украинские земли и брать ясырь, оплату украинской стороной услуг татарского войска деньгами, продовольствием, фуражом, а также частью военной добычи. Условия Бахчисарайского договора определили характер казацко-крымских отношений в середине XVII века. Он сыграл большую роль в борьбе Хмельницкого против Речи Посполитой на протяжении 1648—1653 годов, в частности в победах в битвах под Жёлтыми Водами 1648 году, Корсунской битве 1648 года, Зборовской битве 1649 года, Битве под Батогом 1652 года.